# Dompierre (Friburgo)
Dompierre é uma comuna da Suíça, localizada no Cantão de Friburgo, com 770 habitantes, de acordo com o censo de 2010 . Estende-se por uma área de 4,45 km², de densidade populacional de 171 hab/km². Confina com as seguintes comunas: Corcelles-près-Payerne (VD), Domdidier, Missy (VD) e Russy.
A língua oficial nesta comuna é o francês.

## Idiomas
De acordo com o censo de 2000, a maioria da população fala francês (94,7%), sendo o alemão a segunda língua mais comum, com 2,4%, e o albanês a terceira, com 1,4%.